# National Monument of Scotland
National Monument of Scotland, på Calton Hill i Edinburgh, er Skotlands nationalmonument for skotske soldater og sømænd der døde under napoleonskrigene. Det var ifølge inskriptionen ment til at være "Et minde om fortiden og incitament til fremtidens heltemod for mænd i Skotland".
Monumentet dominerer Calton Hill, der ligger umiddelbart øst for Princes Street. Det blev designet 1823–6 af Charles Robert Cockerell og William Henry Playfair og er baseret på Parthenon i Athen. Opførslen blev påbegyndt i 1826 men som følge af mangelnde midler blev det forladt ufærdigt i 1829. Omstændighederne gjorde at det fik forskellige øgenavne som "Scotland's Folly", "Edinburgh's Disgrace", "the Pride and Poverty of Scotland" og "Edinburgh's Folly".